# Leonardo Jara
Leonardo Rafael Jara (Corrientes, Provincia de Corrientes; 20 de mayo de 1991) es un futbolista argentino. Se desempeña como lateral derecho o mediocentro defensivo  en el Club Atlético Lanús de la Liga Profesional Argentina.

## Trayectoria

### Estudiantes de La Plata
Surgió de las divisiones inferiores de Estudiantes de La Plata. Debutó oficialmente con el Pincha el 25 de noviembre de 2009 frente a Colon (SF) siendo parte del equipo titular y saliendo sustituido a los 45 minutos del primer tiempo. A pesar de su debut no formó parte del plantel de los campeones de la Copa Libertadores 2009 ya que se encontraba en las divisiones inferiores.

### Boca Juniors
El 30 de diciembre de 2015 se hizo oficial su transferencia a Boca Juniors, quien pagó U$ 1 800 000 por el 50% de su pase.

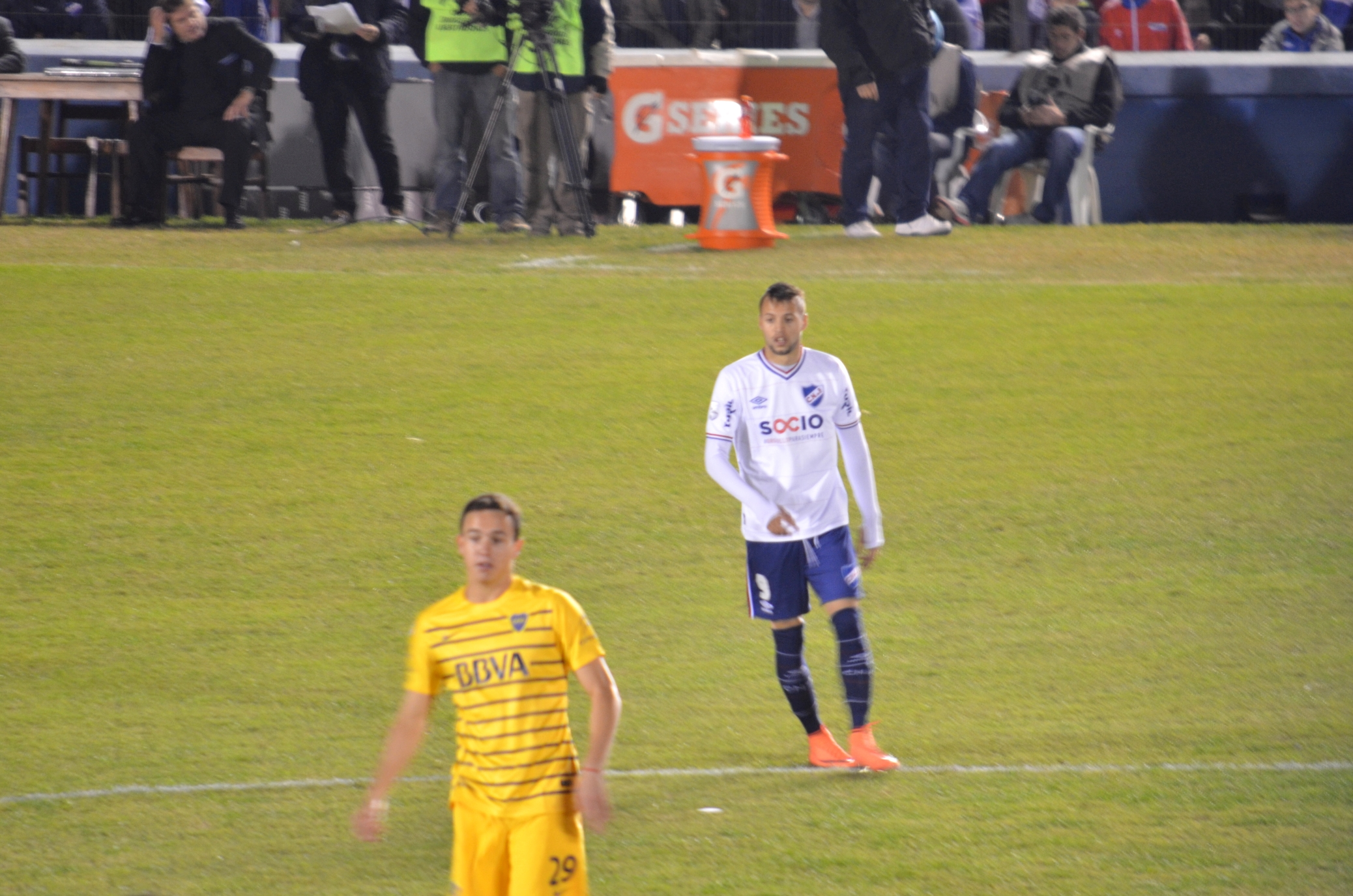
Leo Jara disputando la Copa Libertadores 2016 con Boca Juniors en un encuentro frente al Club Nacional de Uruguay.

El 20 de abril de 2016 marcó su primer gol en el xeneize ante Deportivo Cali en partido correspondiente a la Copa Libertadores en un partido en el que el Xeneize ganaría 6 a 2.
El 10 de marzo de 2018 marca el agónico segundo gol del Xeneize en La Bombonera frente al Club Atlético Tigre en el minuto 90+5, para darle la victoria al equipo de Guillermo Barros Schelotto, el triunfo fue clave para el Xeneize, ya que con este afirmó su liderazgo en la Superliga 2017-18, superando a su seguidor más cercano, Talleres de Córdoba. 

#### D.C. United
A comienzos de 2019, Jara, fue cedido al D.C. United por 18 meses con una opción de compra de U$ 10 000 aproximadamente. En julio de ese año marcó su primer gol en el club estadounidense, este fue frente a New England Revolution, en el encuentro que finalizó 2:2.

### Vélez Sarsfield
Tras quedar libre en Boca Juniors, en julio de 2021 firmó un contrato con Vélez Sarsfield, por un año y medio.
El 21 de julio de 2022 marcó su primer gol en Vélez en el marco del campeonato de Primera División 2022 frente a Lanús, a los 70 minutos del complemento. En agosto de ese mismo año, asistió en dos ocasiones a Lucas Janson en el partido frente a Talleres de Córdoba por la Copa Libertadores 2022.
Tras buenos desempeños en el club de Liniers, el defensor, firmó un nuevo contrato de permanencia en el club hasta el 31 de diciembre de 2024.

## Estadísticas
| Estudiantes de La Plata Argentina | 1.ª           | 2009-10       | 1   | 0 | —  | — | —  | — | 1   | 0 |
| Estudiantes de La Plata Argentina | 1.ª           | 2010-11       | 3   | 0 | —  | — | —  | — | 3   | 0 |
| Estudiantes de La Plata Argentina | 1.ª           | 2011-12       | 15  | 0 | 1  | 0 | —  | — | 16  | 0 |
| Estudiantes de La Plata Argentina | 1.ª           | 2012-13       | 31  | 0 | 3  | 0 | —  | — | 34  | 0 |
| Estudiantes de La Plata Argentina | 1.ª           | 2013-14       | 29  | 0 | 3  | 0 | —  | — | 32  | 0 |
| Estudiantes de La Plata Argentina | 1.ª           | 2014          | 15  | 0 | 0  | 0 | 6  | 0 | 21  | 0 |
| Estudiantes de La Plata Argentina | 1.ª           | 2015          | 25  | 2 | 4  | 0 | 7  | 1 | 36  | 3 |
| Estudiantes de La Plata Argentina | Total club    | Total club    | 120 | 2 | 11 | 0 | 13 | 1 | 144 | 3 |
| Boca Juniors Argentina | 1.ª           | 2016          | 9   | 0 | 3  | 0 | 8  | 1 | 20  | 1 |
| Boca Juniors Argentina | 1.ª           | 2016-17       | 16  | 0 | 2  | 0 | —  | — | 18  | 0 |
| Boca Juniors Argentina | 1.ª           | 2017-18       | 22  | 1 | 3  | 0 | 13 | 0 | 38  | 1 |
| Boca Juniors Argentina | 1.ª           | 2018-19       | 4   | 0 | 0  | 0 | 0  | 0 | 4   | 0 |
| Boca Juniors Argentina | 1.ª           | 2019-20       | 0   | 0 | 9  | 0 | 11 | 0 | 20  | 0 |
| Boca Juniors Argentina | 1.ª           | 2021          | 0   | 0 | 5  | 0 | 3  | 0 | 8   | 0 |
| Boca Juniors Argentina | Total club    | Total club    | 51  | 1 | 22 | 0 | 35 | 1 | 108 | 2 |
| DC United Estados Unidos | 1.ª           | 2019          | 31  | 1 | 2  | 0 | —  | — | 33  | 1 |
| DC United Estados Unidos | Total club    | Total club    | 31  | 1 | 2  | 0 | 0  | 0 | 33  | 1 |
| Vélez Sarsfield Argentina | 1.ª           | 2021          | 7   | 0 | —  | — | —  | — | 7   | 0 |
| Vélez Sarsfield Argentina | 1.ª           | 2022          | 15  | 1 | 8  | 0 | 6  | 0 | 29  | 1 |
| Vélez Sarsfield Argentina | 1.ª           | 2023          | 11  | 1 | 8  | 0 | —  | — | 19  | 1 |
| Vélez Sarsfield Argentina | Total club    | Total club    | 33  | 2 | 16 | 0 | 6  | 0 | 55  | 2 |
| Total carrera | Total carrera | Total carrera | 228 | 8 | 51 | 0 | 54 | 2 | 340 | 8 |
| (1) Incluye datos de la Copa Argentina y Supercopa Argentina. (2) Incluye datos de la Copa Sudamericana y Copa Libertadores. (3) No incluye goles en partidos amistosos. |               |               |     |   |    |   |    |   |     |   |

## Palmarés

### Campeonatos nacionales
| Título           | Equipo          | País      | Año     |
| ---------------- | --------------- | --------- | ------- |
| Primera División | Boca Juniors    | Argentina | 2016-17 |
| Primera División | Boca Juniors    | Argentina | 2017-18 |
| Primera División | Boca Juniors    | Argentina | 2019-20 |
| Copa de la Liga  | Boca Juniors    | Argentina | 2020    |
| Primera División | Vélez Sarsfield | Argentina | 2024    |